# Ōtabumi
 (septembre 2013).
 (février 2018).
L'Ōtabumi (大田文) est un registre foncier en usage au cours des shogunats de Kamakura (1185-1333) et de Muromachi (1333-1568) au Japon.
Chaque province du Japon doit tenir un registre des terres privées (荘園, shōen) et publiques (国衙領, kokugaryō). Il y a deux séries d'ōtabumi. L'une est instaurée et tenue par le shogunat, et inclut non seulement les mesures des propriétés foncières et des terres cultivées, mais aussi une histoire de la propriété foncière. La deuxième série est recueillie et conservée par les sièges provinciaux (国 衙, kokuga) et ne contient que les zones terrestres. Ces documents sont utilisés, en partie, pour déterminer l'impôt établi aux propriétaires fonciers.
Bien que la plupart des ōtabumi n'existent plus, ceux qui existent encore montrent les changements démographiques et les formes changeantes de la propriété foncière à l'époque. Du début de l'époque de Kamakura jusqu'à la période Sengoku (1467-1603), la classe guerrière s'approprie progressivement les terres qui appartiennent auparavant aux nobles de cour (公家, kuge), aux temples et aux sanctuaires.

## Référence
- (en) G. Cameron Hurst III, ōtabumi, Tokyo, Kodansha Ltd, coll. « Kodansha Encyclopedia of Japan », 1985.

## Source
- (en) Cet article est partiellement ou en totalité issu de l’article de Wikipédia en anglais intitulé « Ōtabumi » (voir la liste des auteurs).